# Parlamento fiammingo
Il Parlamento fiammingo (in olandese: Het Vlaams Parlement, originariamente Cultuurraad voor de Nederlandse Cultuurgemeenschap, "Consiglio culturale per la Comunità culturale olandese") è il legislatore della Comunità fiamminga e la Regione fiamminga del Belgio. In effetti, l'esercizio dei poteri della Regione fiamminga sono stati trasmessi alla Comunità fiamminga. Il Parlamento fiammingo legifera quindi sia in materia di comunità, che si applica nel territorio della Regione fiamminga e Bruxelles Capitale e nelle questioni regionali, che si applicano nel territorio della sola Regione fiamminga.
Il Parlamento fiammingo ha un palazzo omonimo, nel cuore della città di Bruxelles. La posizione del Parlamento fiammingo nella capitale belga, che si trova al di fuori della regione fiamminga, può sembrare sorprendente in un primo momento, ma è giustificato dal fatto che il Parlamento non è solo regionale, ma anche della Comunità e la Comunità fiamminga esercita anche se i suoi poteri sul territorio sono di 19 comuni di Bruxelles-Capitale, riconosciuta regione linguistica bilingue dalla Costituzione belga. Si noti che il Parlamento della Comunità francese si trova anche a Bruxelles.
Questo sito è servito dalle stazioni della metropolitana: Arts-Loi e Madou.

## Storia
Dal 1830 fino al 1970 il Belgio era uno Stato unitario con un unico governo e un parlamento nazionale bicamerale. Le leggi emanate dal Parlamento erano applicate a tutti i belgi, i ministri del governo esercitavano la loro autorità in lungo e in largo il paese. Tra il 1970 e il 2001 il Parlamento belga ha approvato cinque successive riforme costituzionali. Lentamente hanno cambiato il Belgio da un percorso unitario in uno Stato federale. Parte di questo percorso era quello di dare alle comunità e alle regioni più tardi, i loro propri parlamenti.
Il 7 dicembre 1971 il Consiglio culturale per la lingua olandese fu il primo incontro della Comunità Culturale, seguito poi in parlamento per la regione fiamminga. Deciso nelle Fiandre già nel 1980 per unire la Comunità fiamminga con la regione fiamminga. Di conseguenza, le Fiandre hanno oggi: un solo parlamento ed un solo governo con competenza per le comunità, così come attraverso le questioni regionali. Nel corso degli ultimi trent'anni, le Fiandre hanno quindi sviluppato uno Stato separato dalla federazione del Belgio.
I membri sono chiamati "Vlaamse Volksvertegenwoordigers". Essi sono indicati come "membri del Parlamento fiammingo" (MFP), come gli MSP in Scozia e gli eurodeputati dell'Unione europea. Dal 1995 i membri del Parlamento fiammingo sono stati eletti direttamente.
Molte voci nel movimento fiammingo vorrebbero nel Parlamento fiammingo l'acquisizione di alcuni poteri sovrani in aggiunta a quelli concernenti la lingua, la cultura e l'istruzione. Inoltre, tra la popolazione fiamminga il consenso più ampio è emerso quello del Parlamento fiammingo che deve anche acquisire molto più di una grande autonomia finanziaria e fiscale.

## Parlamentari
Il Parlamento fiammingo viene eletto ogni cinque anni. Esso non può essere sciolto prima della fine della legislatura. Le prime elezioni dirette del Parlamento fiammingo hanno avuto luogo il 21 maggio 1995. La riforma dello Stato del 2001 ha dato alla Comunità olandese di Bruxelles la possibilità di eleggere direttamente i sei membri in rappresentanza del Parlamento fiammingo. Ciò è stato fatto per la prima volta alla comunità nelle elezioni regionali del 2004.
Il Parlamento fiammingo dispone di 124 deputati eletti a suffragio universale diretto: 118 deputati nella Regione fiamminga e 6 membri nella regione Bruxelles-Capitale.

## Competenze (giurisdizione)

### Competenze per l'intera Comunità fiamminga
1. Cultura: il parlamento fiammingo è competente per tutte le questioni culturali. Ciò include la tutela del patrimonio culturale (ad esempio letteratura, belle arti), del turismo e dei media. La pubblica impresa fiamminga di radiodiffusione televisiva è il VRT.
2. Uso delle lingue: compreso l'uso delle lingue nelle scuole e nelle università, nelle amministrazioni fiamminghe e locali e nei rapporti tra i datori di lavoro e gli impiegati della parte olandese del Belgio, ad eccezione delle "strutture linguistiche" in alcuni comuni.
3. Tutto 'questioni relative alla persona': protezione della gioventù, politica familiare e cura dei bambini, insieme alla politica relativa ai pensionati con handicap, pensionati di vecchiaia, pari opportunità e integrazione degli immigrati.
4. Istruzione: dalla scuola dell'infanzia all'università, comprese le borse di studio, anche se l'istituzione del periodo di istruzione obbligatoria e i requisiti per l'aggiudicazione dei diplomi e i regimi pensionistici per gli insegnanti rimangono a livello federale.
5. Cure sanitarie: comprese le cure sanitarie preventive, la cura domestica, le istituzioni per la cura della salute mentale, ma escludendo l'assicurazione sanitaria, il finanziamento degli ospedali e la maggior parte delle altre competenze rimaste federali.

### Competenze solo per la Regione fiamminga
1. Economia, occupazione e politica energetica: comprende il sostegno pubblico per le imprese, la politica dell'occupazione, l'agricoltura e la pesca, la distribuzione dell'energia elettrica e del gas naturale, lo sfruttamento di nuove fonti energetiche e la promozione dell'uso responsabile dell'energia
2. Pianificazione della città e del paese, alloggio, sviluppo del territorio e conservazione della natura: inclusi pianificazione regionale, permessi di costruzione, politica degli alloggi, alloggi sociali, rinnovamento urbano, conservazione dei monumenti e siti naturali, consolidamento del suolo e conservazione della natura
3. Politica ambientale e dell'acqua: inclusa la riduzione dell'inquinamento atmosferico, terrestre e dell'acqua, il controllo del rumore, la depurazione delle acque reflue, la produzione e la distribuzione dell'acqua potabile e la politica di smaltimento dei rifiuti
4. Ricerca scientifica: questo settore è la piena responsabilità delle autorità regionali, ad eccezione della ricerca aerospaziale e militare (che è rimasta federale).
5. Lavori pubblici e trasporti: comprende strade, porti (Porto di Anversa, Porto di Bruges-Zeebrugge, Porto di Gand e Porto d'Ostenda), aeroporti regionali (compresi l'Aeroporto Internazionale di Anversa e l'Aeroporto Internazionale di Bruges-Ostenda) Trasporto regionale.
6. Agricoltura: comprende il Fondo Agricolo per gli investimenti, l'istruzione agricola, lo sviluppo delle regioni rurali, la vendita di prodotti agricoli e orticoli e la politica della pesca. Secondo le disposizioni dell'accordo di Lambermont (2001), le regioni sono competenti per quasi la politica agricola completa, ma alcuni aspetti della sicurezza, come la sicurezza alimentare e il benessere degli animali, che sono rimasti sotto la competenza del governo federale.
7. Amministrazione locale: include l'assegnazione di risorse finanziarie ai 308 comuni fiamminghi e alle province fiamminghe, nonché alla supervisione amministrativa di questi comuni e province e delle loro leggi.

### Affari internazionali
Per tutte le aree di competenza (sia nei confronti delle comunità che delle competenze regionali), la regione fiamminga può concludere accordi internazionali con altri Stati, siano essi Stati nazionali o Stati membri di una federazione. Questa competenza comprende la cooperazione allo sviluppo e il commercio estero.

## Uffici
All'inizio di ogni anno parlamentare, il quarto lunedì di settembre, il parlamento fiammingo elegge il suo Presidente. L'oratore presiede le sessioni plenarie del Parlamento fiammingo e funge da rappresentante ufficiale. Determina se una determinata iniziativa è ammissibile e pertanto può essere affidata al parlamento. I ministri fiamminghi prendono giuramento davanti al presidente del Parlamento fiammingo. Solo il capo del governo fiammingo, il ministro-presidente fiammingo, prende il giuramento davanti al re.
L'attuale presidente del Parlamento fiammingo è Liesbeth Homans della Nuova Alleanza Fiamminga (N-VA).
Il presidente del parlamento fiammingo è assistito dall'Ufficio di presidenza, composto dal presidente, da quattro supplenti e da tre segretari. L'Ufficio di presidenza è responsabile delle attività quotidiane del Parlamento fiammingo e si riunisce almeno una volta ogni due settimane. L'Ufficio esteso, è composto dall'Ufficio di presidenza e dai dirigenti delle frazioni politiche riconosciute nel Parlamento fiammingo, coordina le attività politiche del parlamento stesso e definisce l'ordine del giorno della sessione plenaria. Di solito tiene gli incontri ogni settimana il lunedì.

### Presidenti

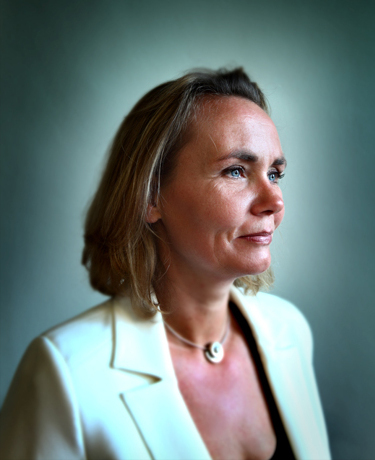
Liesbeth Homans

| N° | Presidente            | Mandato                            | Partito | Partito  |
| -- | --------------------- | ---------------------------------- | ------- | -------- |
| 1  | Robert Vandekerckhove | 7 dicembre 1971 – 9 maggio 1974    |         | CVP      |
| 2  | Jan Bascour           | 9 maggio 1974 – 14 giugno 1977     |         | PVV      |
| 3  | Maurits Coppieters    | 14 giugno 1977 – 24 aprile 1979    |         | VU       |
| 4  | Henri Boel            | 24 aprile 1979 – 22 dicembre 1981  |         | SP       |
| 5  | Jean Pede             | 22 dicembre 1981 – 3 dicembre 1985 |         | PVV      |
| 6  | Frans Grootjans       | 3 dicembre 1985 – 2 febbraio 1988  |         | PVV      |
| 7  | Jean Pede             | 2 febbraio 1988 – 18 ottobre 1988  |         | PVV      |
| 8  | Louis Vanvelthoven    | 18 ottobre 1988 – 13 gennaio 1994  |         | SP       |
| 9  | Eddy Baldewijns       | 13 gennaio 1994 – 13 giugno 1995   |         | SP       |
| 10 | Norbert De Batselier  | 13 giugno 1995 – 12 luglio 2006    |         | SP       |
| 11 | Marleen Vanderpoorten | 13 luglio 2006 – 13 luglio 2009    |         | Open Vld |
| 12 | Jan Peumans           | 13 luglio 2009 – 18 giugno 2019    |         | N-VA     |
| 13 | Kris Van Dijck        | 18 giugno 2019 – 11 luglio 2019    |         | N-VA     |
| 14 | Wilfried Vandaele     | 13 luglio 2019 – 2 ottobre 2019    |         | N-VA     |
| 15 | Liesbeth Homans       | dal 2 ottobre 2019                 |         | N-VA     |

## Comitati
Gran parte del lavoro del parlamento fiammingo è svolto in comitato. Il Parlamento fiammingo ha 11 comitati permanenti. Ogni comitato è specializzato in una particolare area tematica e consta di 15 deputati del parlamento fiammingo. Il compito primario dei comitati è quello di esaminare i testi delle proposte di decreto e di organizzare le udienze e le discussioni sulle proposte di decreto. Di solito sono presenti comitati ad hoc, come il Comitato per le Fiandre digitali e il Comitato della Costituzione fiamminga.

### Elenco dei comitati permanenti
- Comitato per gli Affari generali e le Questioni finanziarie e di Bilancio
  - Sottocomitato per la Finanza e il Bilancio
- Comitato per Bruxelles e la sua Periferia fiamminga
- Comitato per gli Affari amministrativi, la Riforma istituzionale e amministrativa e la Valutazione del decreto
- Comitato per l'Abitazione, la Politica urbana, l'Integrazione e le Pari opportunità
- Comitato per la Politica estera, gli Affari europei, la Cooperazione internazionale e il Turismo
- Comitato per l'Istruzione, la Formazione, la Scienza e l'Innovazione
- Commissione per la Cultura, la Gioventù, lo Sport e i Media
- Comitato per il Benessere pubblico, la Sanità pubblica e gli Affari familiari
- Comitato per gli Affari economici, l'Occupazione e l'Economia sociale
- Sottocommissione sul Commercio di armi
- Comitato per le Questioni relative alla conservazione dell'ambiente e della natura, dell'Agricoltura, della Pesca e della Politica di sviluppo rurale e della Pianificazione urbanistica e immobiliare
- Sottocomitato per l'Agricoltura, la Pesca e la Politica rurale
- Comitato per i Lavori pubblici, la Mobilità e l'Energia